# Orta Nova
Orta Nova é uma comuna italiana da região da Puglia, província de Foggia, com cerca de 17.422 habitantes. Estende-se por uma área de 103 km², tendo uma densidade populacional de 169 hab/km². Faz fronteira com Ascoli Satriano, Carapelle, Cerignola, Ordona, Stornara, Stornarella.

## Demografia
| Variação demográfica do município entre 1861 e 2011                               |
|                                                                                   |
| Fonte: Istituto Nazionale di Statistica (ISTAT) - Elaboração gráfica da Wikipedia |